# Giarre Calcio 1991-1992
Questa pagina raccoglie le informazioni riguardanti il Giarre Calcio nelle competizioni ufficiali della stagione 1991-1992.

## Rosa
| N. |                   | Ruolo | Calciatore            |
| -- | ----------------- | ----- | --------------------- |
|    | Italia (bandiera) | D     | Armando Biviano       |
|    | Italia (bandiera) | C     | Antonio Bucciarelli   |
|    | Italia (bandiera) | A     | Salvatore Buoncammino |
|    | Italia (bandiera) | D     | Trionfo Carnà         |
|    | Italia (bandiera) | D     | Francesco Colonnese   |
|    | Italia (bandiera) | P     | Valentino Cuccunato   |
|    | Italia (bandiera) | C     | Stefano Dalla Costa   |
|    | Italia (bandiera) | A     | Marco Francabandiera  |
|    | Italia (bandiera) | A     | Antonio Gespi         |
|    | Italia (bandiera) | C     | Carmelo Mancuso       |

| N. |                   | Ruolo | Calciatore            |
| -- | ----------------- | ----- | --------------------- |
|    | Italia (bandiera) | D     | Antonio Martuci       |
|    | Italia (bandiera) | C     | Roberto Regina        |
|    | Italia (bandiera) | A     | Pasquale Sanseverino  |
|    | Italia (bandiera) | P     | Cristiano Scalabrelli |
|    | Italia (bandiera) | D     | Andrea Stimpfl        |
|    | Italia (bandiera) | C     | Salvatore Tarantino   |
|    | Italia (bandiera) | D     | Carlo Tebi            |
|    | Italia (bandiera) | D     | Paolo Tomasoni        |
|    | Italia (bandiera) | C     | Giuseppe Tramontana   |
|    | Italia (bandiera) | C     | Edy Treppo            |

## Risultati

### Campionato

#### Girone di andata
| 15 settembre 1991 1ª giornata | Giarre | 2 – 0 | Fano |  |

| 22 settembre 1991 2ª giornata | Salernitana | 1 – 0 | Giarre |  |

| 29 settembre 1991 3ª giornata | Giarre | 1 – 0 | Fidelis Andria |  |

| 6 ottobre 1991 4ª giornata | Ternana | 1 – 0 | Giarre |  |

| 13 ottobre 1991 5ª giornata | Giarre | 1 – 0 | Perugia |  |

| 20 ottobre 1991 6ª giornata | Reggina | 0 – 1 | Giarre |  |

| 27 ottobre 1991 7ª giornata | Giarre | 0 – 1 | Barletta |  |

| 10 novembre 1991 8ª giornata | Chieti | 2 – 2 | Giarre |  |

| 17 novembre 1991 9ª giornata | Ischia Isolaverde | 0 – 0 | Giarre |  |

| 24 novembre 1991 10ª giornata | Giarre | 2 – 1 | Siracusa |  |

| 1º dicembre 1991 11ª giornata | Acireale | 0 – 0 | Giarre |  |

| Arbitro: | Cirotti (Roma) |

|                           |           |  |
| Salvatore Buoncammino 11’ | Marcatori |  |

| 15 dicembre 1991 13ª giornata | Licata | 0 – 0 | Giarre |  |

| 22 dicembre 1991 14ª giornata | Giarre | 1 – 2 | Catania |  |

| 29 dicembre 1991 15ª giornata | Casarano | 1 – 0 | Giarre |  |

| 12 gennaio 1992 16ª giornata | Giarre | 3 – 0 | Monopoli |  |

| 19 gennaio 1992 17ª giornata | Sambenedettese | 3 – 2 | Giarre |  |

#### Girone di ritorno
| 26 gennaio 1992 18ª giornata | Fano | 0 – 0 | Giarre |  |

| 9 febbraio 1992 19ª giornata | Giarre | 1 – 0 | Salernitana |  |

| 16 febbraio 1992 20ª giornata | Fidelis Andria | 0 – 0 | Giarre |  |

| 23 febbraio 1992 21ª giornata | Giarre | 1 – 0 | Ternana |  |

| 1º marzo 1992 22ª giornata | Perugia | 2 – 1 | Giarre |  |

| 8 marzo 1992 23ª giornata | Giarre | 1 – 2 | Reggina |  |

| 15 marzo 1992 24ª giornata | Barletta | 2 – 0 | Giarre |  |

| 23 marzo 1992 25ª giornata | Giarre | 0 – 0 | Chieti |  |

| 5 aprile 1992 26ª giornata | Giarre | 0 – 0 | Ischia Isolaverde |  |

| 12 aprile 1992 27ª giornata | Siracusa | 2 – 2 | Giarre |  |

| 18 aprile 1992 28ª giornata | Giarre | 2 – 1 | Acireale |  |

| Nola 26 aprile 1992 29ª giornata | Nola            | 1 – 0 | Giarre | Stadio Comunale Piazza d'Armi (1000 spett.)\| Arbitro: \| Costa (Treviso) \| |
| Arbitro:                         | Costa (Treviso) |       |        |                                                                              |

| 3 maggio 1992 30ª giornata | Giarre | 1 – 1 | Licata |  |

| 10 maggio 1992 31ª giornata | Catania | 0 – 1 | Giarre |  |

| 17 maggio 1992 32ª giornata | Giarre | 2 – 1 | Casarano |  |

| 24 maggio 1992 33ª giornata | Monopoli | 0 – 0 | Giarre |  |

| 31 maggio 1992 34ª giornata | Giarre | 2 – 0 | Sambenedettese |  |